# Camí de Llagunes
El Camí de Llagunes és un camí d'ús agrícola que discorre pel terme municipal de Conca de Dalt (a l'antic terme d'Hortoneda de la Conca), al Pallars Jussà, en territori del poble de Pessonada.
Arrenca del Camí de Vilanoveta a prop i a migdia de Pessonada, a lo Pou, des d'on surt cap al nord-oest. Després de fer un tancat revolt que el fa girar cap al sud-oest, passa a llevant de la Font de la Marrada i s'adreça cap a ponent de la Vinya. Sempre en la mateixa direcció, al cap de poc arriba a l'extrem nord-oriental de Llagunes, partida que travessa cap a ponent fins a arribar al seu extrem nord-oest, prop de la vora esquerra del barranc dels Rius. Un desviament mena en poc tros a Hortells.